# Festival di Cannes 1956
La 9ª edizione del Festival di Cannes si è svolta a Cannes dal 23 aprile al 10 maggio 1956.
La giuria presieduta da Maurice Lehmann ha assegnato la Palma d'oro per il miglior film al documentario Il mondo del silenzio di Jacques-Yves Cousteau e Louis Malle.

## Selezione ufficiale

### Concorso
- Shabab emraa, regia di Salah Abouseif (Egitto)
- Shevgyachya Shenga, regia di Shantaram Athavale (India)
- Sorrisi di una notte d'estate (Sommarnattens leende), regia di Ingmar Bergman (Svezia)
- Gli innamorati, regia di Mauro Bolognini (Italia)
- L'affare Protar (Afacerea Protar), regia di Haralambie Boros (Romania)
- Ragazza in nero (To koritsi me ta mavra), regia di Michael Cacoyannis (Grecia)
- Il mistero Picasso (Le Mystère Picasso), regia di Henri-Georges Clouzot (Francia)
- Il mondo del silenzio (Le Monde du silence), regia di Jacques-Yves Cousteau e Louis Malle (Francia)
- Talpa, regia di Alfredo B. Crevenna (Messico)
- Tochka parva, regia di Boyan Danovski (Bulgaria)
- Il tetto, regia di Vittorio De Sica (Italia)
- Maria Antonietta regina di Francia (Marie-Antoinette reine de France), regia di Jean Delannoy (Francia)
- El último perro, regia di Lucas Demare (Argentina)
- Mat, regia di Mark Donskoy (Unione Sovietica)
- Körhinta, regia di Zoltán Fábri (Ungheria)
- La passionaria (La escondida), regia di Roberto Gavaldón (Messico)
- Il ferroviere, regia di Pietro Germi (Italia)
- Mozart, regia di Karl Hartl (Austria)
- L'uomo che sapeva troppo (The Man Who Knew Too Much), regia di Alfred Hitchcock (USA)
- Toubib el affia, regia di Henry Jacques (Marocco)
- L'uomo dal vestito grigio (The Man in the Gray Flannel Suit), regia di Nunnally Johnson (USA)
- Otello il moro di Venezia (Otello), regia di Sergej Jutkevič (Unione Sovietica)
- Cien, regia di Jerzy Kawalerovicz (Polonia)
- Dalibor, regia di Václav Krska (Cecoslovacchia)
- Testimonianza di un essere vivente (Ikimono no kiroku), regia di Akira Kurosawa (Giappone)
- Piangerò domani (I'll Cry Tomorrow), regia di Daniel Mann (USA)
- Pedagogicheskaya poema, regia di Aleksei Maslyukov e Mechislava Mayevskaya (Unione Sovietica)
- Meeuwen sterven in de haven, regia di Ivo Michiels, Rik Kuypers e Rolan Verhavert (Belgio)
- L'uomo che non è mai esistito (The Man Who Never Was), regia di Ronald Neame (Gran Bretagna)
- Seven Years in Tibet, regia di Hans Nieter (Gran Bretagna)
- Il lamento sul sentiero (Pather Panchali), regia di Satyajit Ray (India)
- Sob o Céu da Bahia, regia di Ernesto Remani (Brasile)
- Il colosso d'argilla (The Harder They Fall), regia di Mark Robson (USA)
- Walk Into Paradise, regia di Lee Robinson (Australia)
- Il Cristo di bronzo (Seido no kirisuto), regia di Minoru Shibuya (Giappone)
- Maboroshi no uma, regia di Koji Shima (Giappone)
- Gli uomini condannano (Yield to the Night), regia di J. Lee Thompson (Gran Bretagna)
- Plaza de toros (Tarde de toros), regia di Ladislao Vajda (Spagna)
- Hanka, regia di Slavko Vorkapic (Jugoslavia)

## Giuria
- Maurice Lehmann (Francia) - presidente
- Arletty, attrice (Francia)
- Louise de Vilmorin, scrittore (Francia)
- Jacques-Pierre Frogerais, produttore (Francia)
- Henri Jeanson, sceneggiatore (Francia)
- Domenico Meccoli, giornalista (Italia)
- Otto Preminger, regista (USA)
- Roger Régent, giornalista (Francia)
- James Quinn (Gran Bretagna)
- Maria Romero, giornalista (Cile)
- Sergei Vasilyev, regista (Unione Sovietica)

## Palmarès
- Palma d'oro: Il mondo del silenzio (Le Monde du silence), regia di Jacques-Yves Cousteau e Louis Malle (Francia)
- Prix spécial du Jury: Il mistero Picasso (Le Mystère Picasso), regia di Henri-Georges Clouzot (Francia)
- Prix international de la meilleure interprétation: Susan Hayward - Piangerò domani (I'll Cry Tomorrow), regia di Daniel Mann (USA)
- Prix international de la meilleure réalisation: Sergej Jutkevič - Otello il moro di Venezia (Otello) (Unione Sovietica)
- Prix de l'humour poétique: Sorrisi di una notte d'estate (Sommarnattens leende), regia di Ingmar Bergman (Svezia)
- Prix du document humain: Il lamento sul sentiero (Pather Panchali), regia di Satyajit Ray (India)